# جويرمو كانياس
جويرمو كانياس (بالإسبانية: Guillermo Cañas)‏ (25 نوفمبر 1977 -)، لاعب كرة مضرب أرجنتيني.

## روابط إضافية
- جويرمو كانياس على موقع رابطة محترفي التنس (الإنجليزية)
- جويرمو كانياس على موقع الاتحاد الدولي لكرة المضرب (الإنجليزية)
- جويرمو كانياس على موقع كأس ديفيز (الإنجليزية)
- جويرمو كانياس على موقع خلاصة التنس.كوم (الإنجليزية)
- جويرمو كانياس على موقع أوليمبيديا (الإنجليزية)
- Canas Recent Match Results
- Canas World Ranking History
- Unofficial Site
- ESPN profile